# Дети мира — детям войны
«Дети мира — детям войны» (бел. «Дзеці міру — дзецям вайны») — мемориал детям военных лет в Могилёве, Белоруссия.

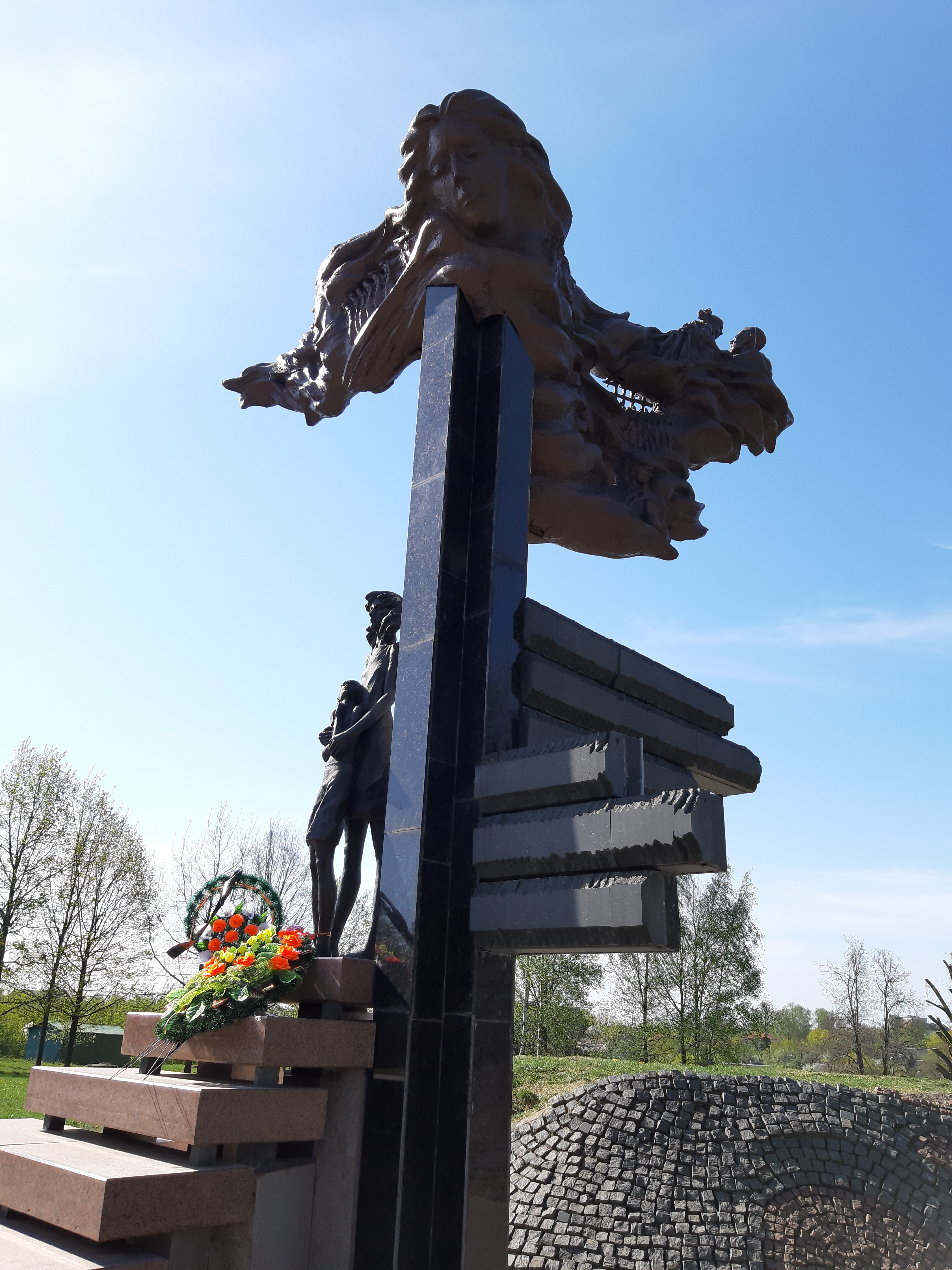
Скульптурная композиция

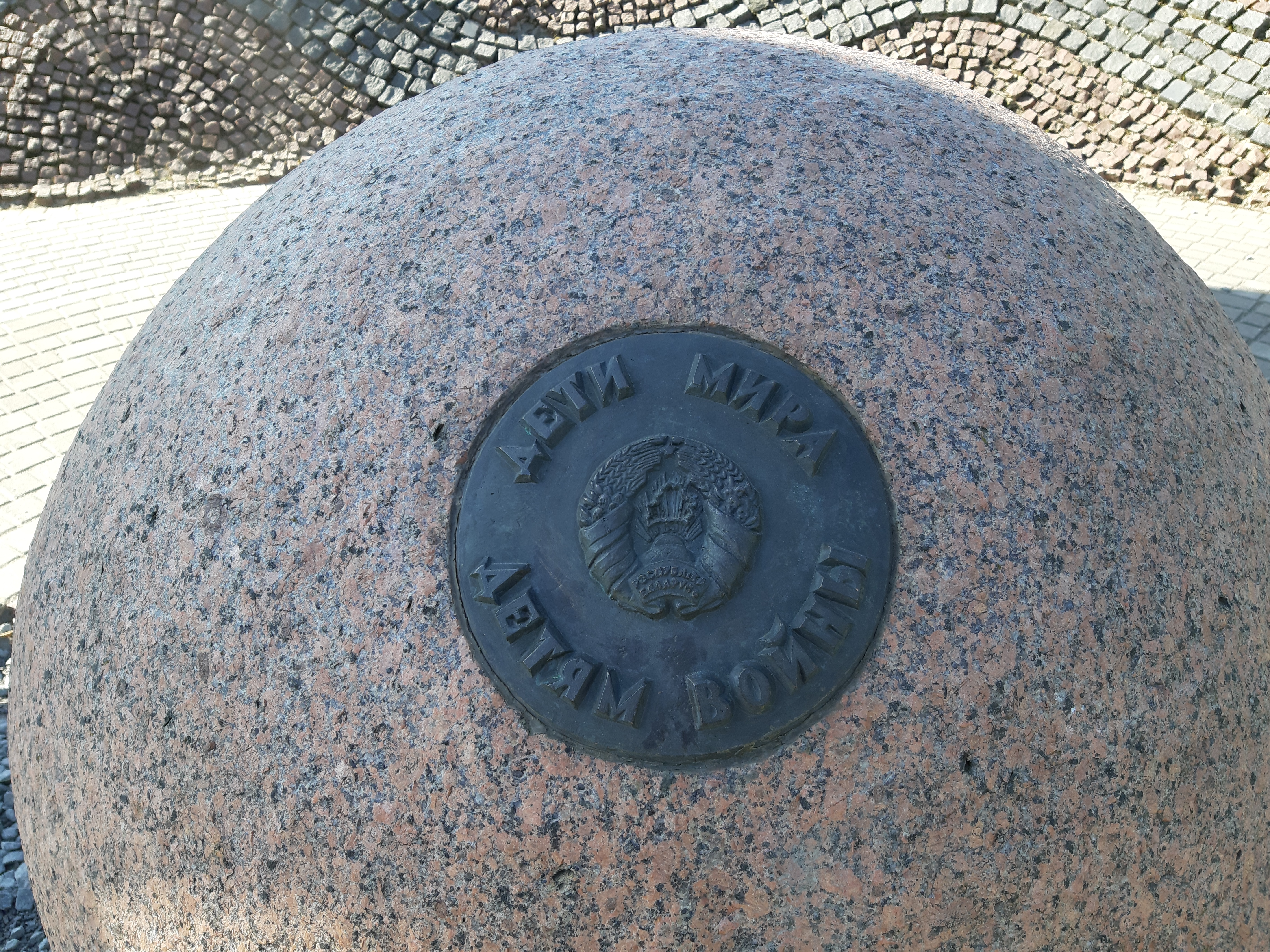
Гранитный шар с надписью и гербом Республики Беларусь

Мемориал был открыт 3 июля 2009 года и тематически связан с расположенным рядом памятником воинам-освободителям, что делает их единым комплексом-ансамблем. Построен на пожертвования жителей Белоруссии. В торжественном мероприятии приняли участие руководство области и города, представители Администрации Президента Республики Беларусь, депутаты белорусского парламента, зарубежные делегации, ветераны войны, представители трудовых коллективов, общественности и молодёжи.
Авторами проекта являются минские архитектор — Игорь Морозов и скульптор — Владимир Слободчиков. Они так описали свою работу:

«…Девочка-подросток сосредоточенно прижимает к себе младшего растерявшегося братишку. Неожиданно она стала для него олицетворением материнской заботы и защиты. Дети будто замерли в проеме собственного опустевшего и объятого пламенем дома. Ещё уцелел косяк двери, на котором видны зарубки, традиционно отмечающие возраст, ежегодный прирост детей. Среди них — последняя зарубка детства с пометкой — 1941, которую явно переросла девчушка. Из проема вырывается и нависает над детьми скульптурное пламя — собирательный образ военного лихолетья… Как зловещая тень от этого пламени, его ожог — часть откоса цветущей поляны, вымощенная чёрной брусчаткой. Брусчаток — 1418, как и дней жестокой войны. Пять гранитных ступеней крыльца символизируют военные годы. Однако цветник и молодой сад явно преобладают, символизируя жизнеутверждающее начало и возрождение…»

Перед памятником разбит цветник, по обеим сторонам мемориала находятся два гранитных шара с мемориальными надписями. В бо́льшем из них (диаметром порядка 1,5 м) замурована капсула с посланием потомкам.
Изображение могилёвского памятника «Дети мира — детям войны» было напечатано на памятных конвертах, 20-тысячный тираж которых выпустило республиканское предприятие «Белпочта». Конверт презентовали в Могилёве 28 апреля 2011 года.